# أيدسفول
أيسدفول (باللغة النرويجية: Eidsvoll) هي بلدية في مقاطعة آكرشوس بالنرويج، وتعد جزءا من منطقة روميريك التاريخية. المقر الإداري للبلدية هو قرية سوندت.

## التسمية
الجزء الأول من التسمية مشتق من كلمة eid وتعني «الطريق الذي يمر بالقرب من الشلال» في إشارة لشلال سوندفوسن الذي كانت تمر به العديد من طرق الملاحة وهذا ما جعل من المنقطة نقطة تجمع هامة حتى قبل دخول المسيحية للبلاد. أما الجزء الأخير فمشتق من كلمة voll والتي تعني «المرج».قبل 1918 كان الاسم يهجأ: Eidsvold .

## شعار النبالة
اعتمد شعار النبالة في 20 نوفمبر/تشرين الثاني 1987 وهو يصور ميزانا كرمز للعدالة في إشارة للمحكمة التي تأسست في أوائل العصور الوسطى بالمنطقة.

## التاريخ
ذكرت أيدسفول في العديد من المخطوطات النوردية القديمة. خلال القرن الـ11 أصبحت مقرات لمحكمة ومجلس المناطق الشرقية للنرويج وهذا خلفا لمدينة فانغ التي تعد اليوم جزءا من هامار في هيدمارك. بسبب قربها من نهر فورما وبحيرة ميوسا، ظلت أيدسفول نقطة عبور هامة للمناطقة الشمالية من النرويج. اكتشف الذهب في شرقي أيدسفول حوالي 1785 ومازالت تلك المنطقة لحد الآن تعرف بغولفاركت (أشغال الذهب أو البحث عن الذهب).
أسست أيدسفول فارك لصهر الحديد سنة 1624 من طرف ملك الدانمارك كريستيان الرابع وهذا نظرا للقوة العالية التي توفرها مياه نهر أنديلفا. في عام 1688 انتقلت ملكيتها لمدير مناجم كونغسبارغ للفضة، شالبوخ، وظلت تحت ملكية عائلته لغاية 1781، أين انتقلت الملكية لرجل الأعمال النرويجي كارتسن أنكر الذي عمل على إنعاش صناعة الحديد. خلال هذه الفترة تم تدمير العديد من الغابات المحيطة لتوفير الفحم. اسقر أنكر في أيدسفيل سنة 1811 وقام ببناء منزل أيدسفيلبيغنينغن وهو المنزل الذي وقع فيه دستور النرويج سنة 1814 وحول المنزل اليوم إلى متحف مشهور. في عام 1854 ربطت أيدسفول بالعاصمة النرويجية أوسلو بخط سكة حديدية الأول من نوعه في البلاد. حديثا أصبحت الزراعة هي النشاط الرئيسي في المنطقة.

## الجغرافيا
بلدية أيدسفول محدودة شمالا بأوسترا توتن (الواقعة غربي ميوسا في مقاطعة أوبلاند) وستانغا، شرقا بأودال الشمالية (كل من ستانغا وأودال الشمالية تقعان في مقاطعة هيدمارك)، في الجنوب الشرقي تقع نيس، في الجنوب أولانساكر وفي الغرب نانيستاد وهوردال وكل هذه البلديات تنتمي لمقاطعة آكرشوس.

## الأقليات العرقية
المعلومات الآتية قائمة على إحصاءات سنة 2015.
| الموطن الأصلي | العدد |
| ------------- | ----- |
| بولندا        | 489   |
| ليتوانيا      | 227   |
| السويد        | 164   |
| باكستان       | 153   |
| الفلبين       | 124   |
| تايلندا       | 120   |
| الدنمارك      | 106   |
| العراق        | 98    |

## التوأمة
تملك أيدسفول اتفاقيات توأمة مع كل من:
- إيغيلستاغير، آيسلندا.
- سيكارا، السويد.
- سوورو، الدنمارك.
- سويلاهتي، فنلندا.

## معرض صور

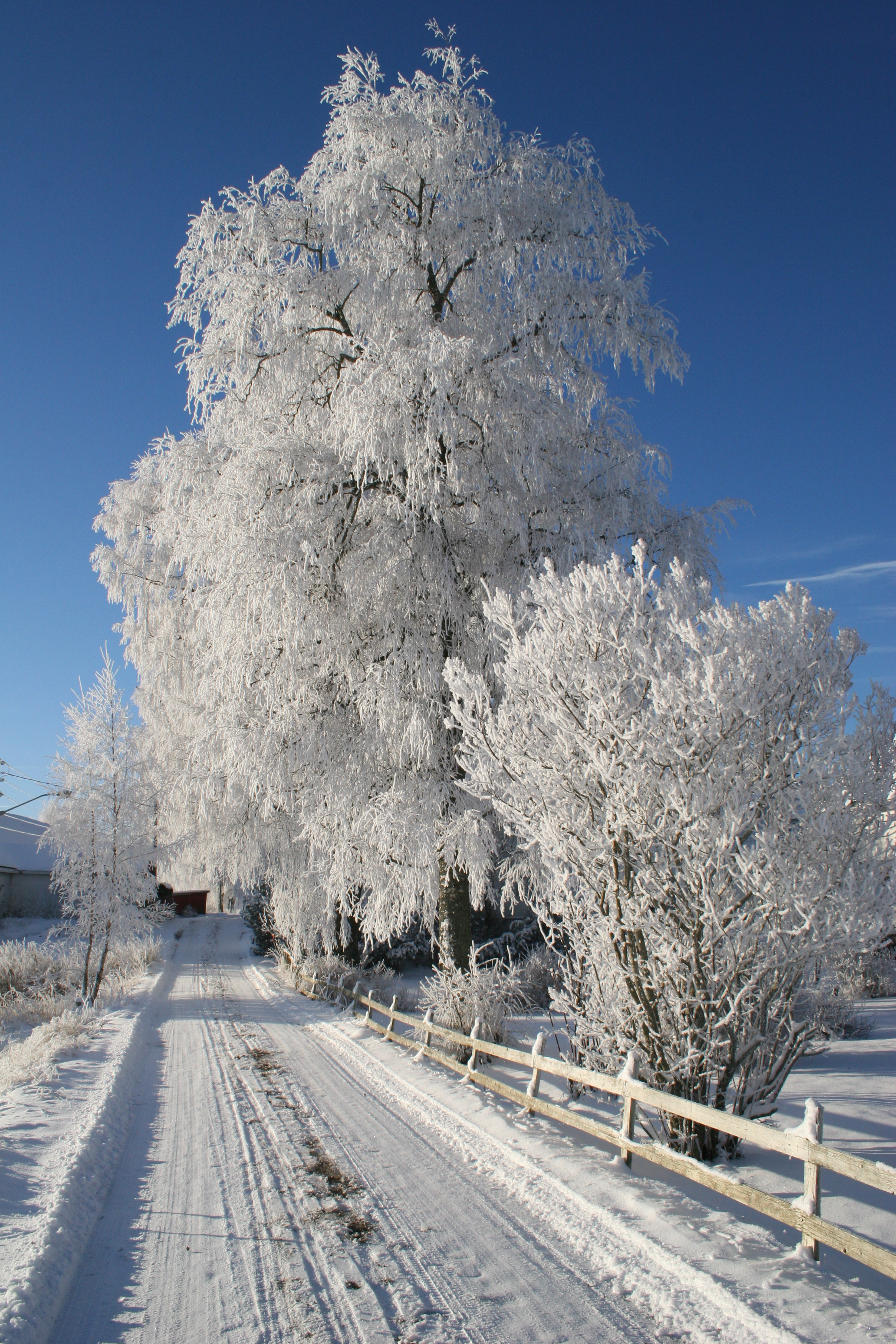
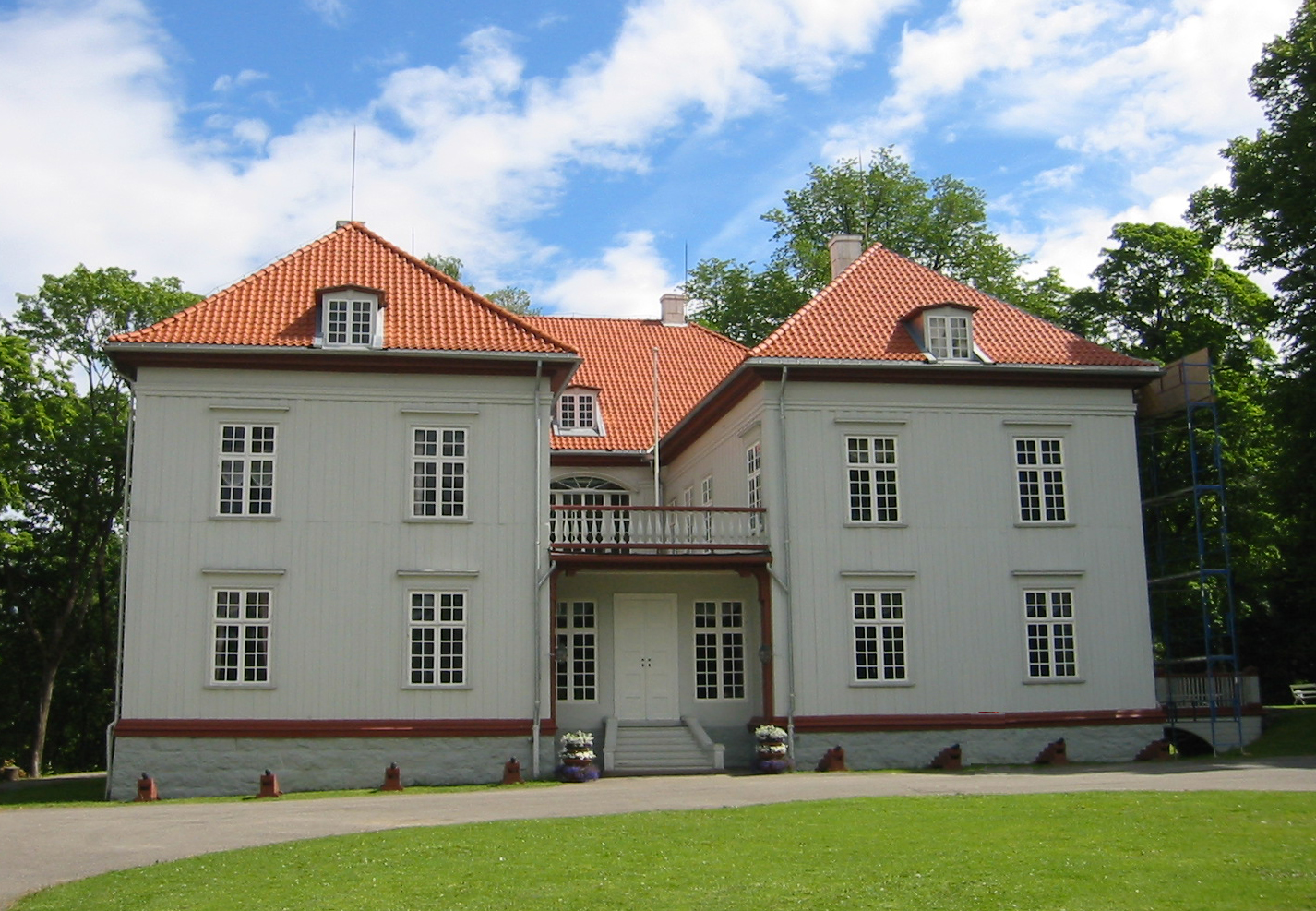
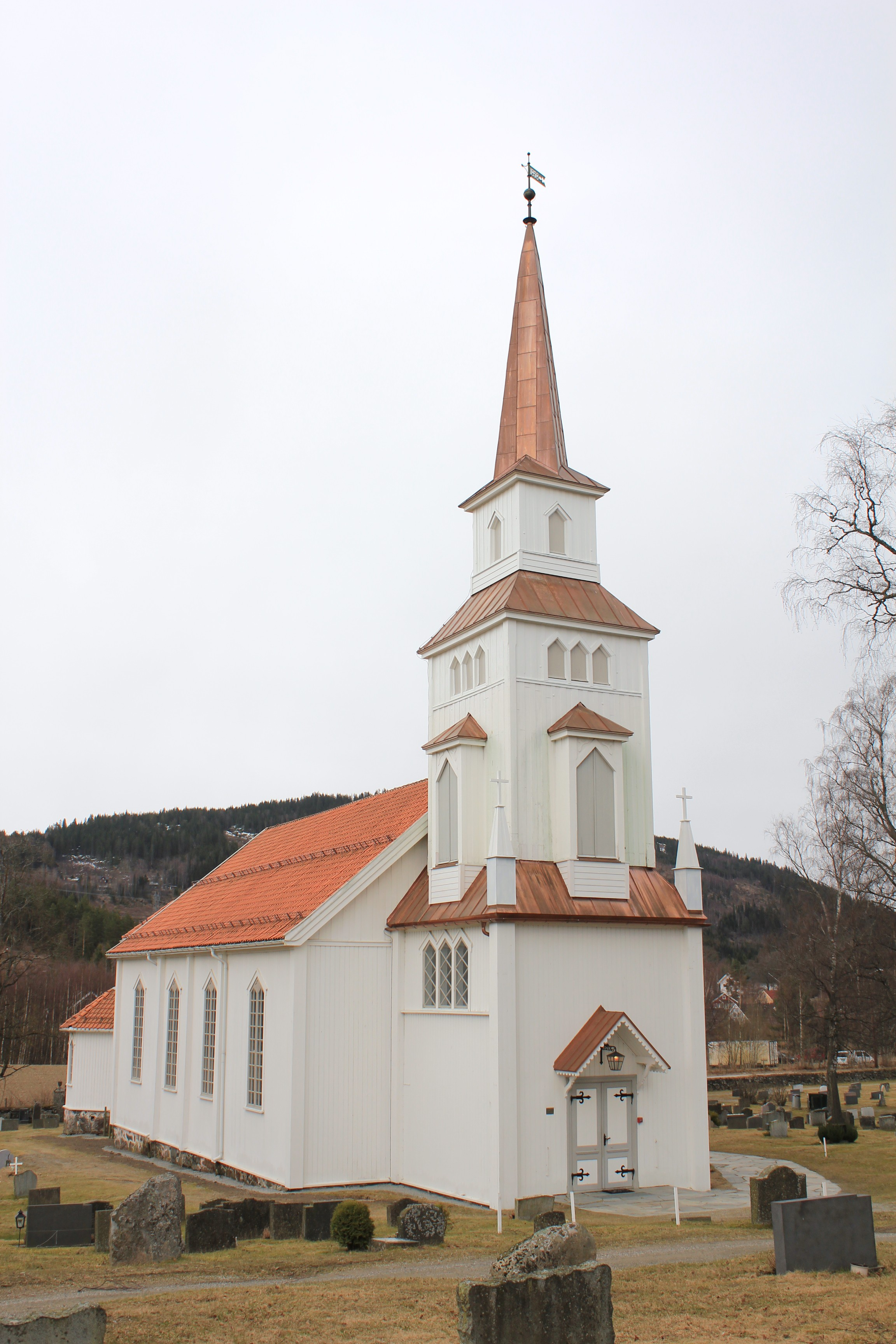
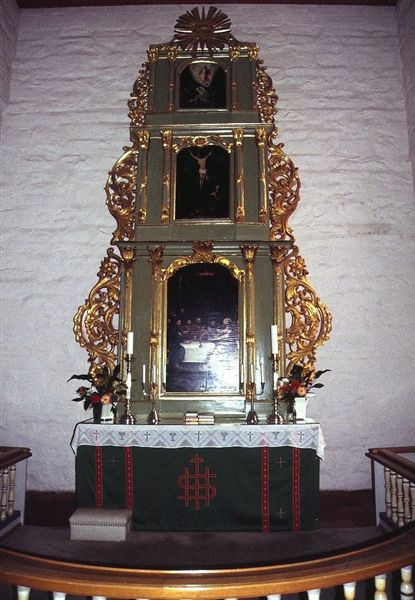
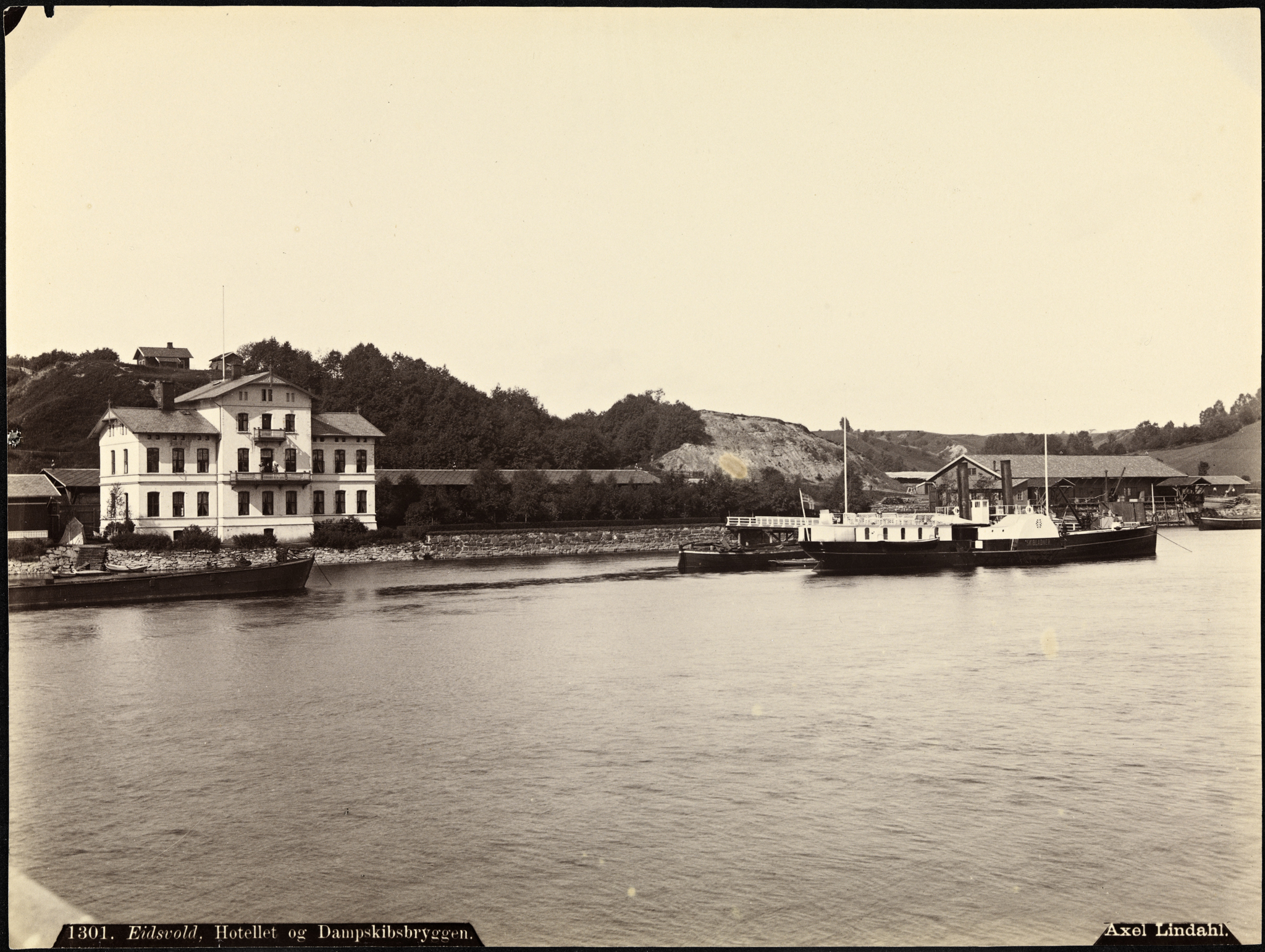

## روابط خارجية
- معلومات حول البلدية في موقع الإحصاءات النرويجي.
- موقع متحف أيدسفيلبيغنينغن.